# My Little Pony: Best Gift Ever
My Little Pony: Best Gift Ever, também intitulado My Little Pony: Best Gift Ever! e My Little Pony: Friendship is Magic: Best Gift Ever (My Little Pony, A Amizade é Mágica: O Melhor Presente de Sempre (título em Portugal) ou My Little Pony: O Melhor Presente de Todos e My Little Pony: A Amizade É Mágica: O Melhor Presente de Todos (título no Brasil)), é um especial de natal de uma hora animada estadunidense e canadense, baseado na série My Little Pony: A Amizade É Mágica, que acontece entre oitava e nona temporadas. Nos Estados Unidos, foi exibido no dia 27 de outubro de 2018, no canal Discovery Family. No Brasil, foi exibido no dia 22 de dezembro de 2018 às 13h:45, no canal Discovery Kids. Em Portugal, foi exibido em 31 de dezembro de 2023 no Canal Panda, às 17:00.
Neste especial, Twilight Sparkle e suas amigas fazem um "Amigo Oculto" para ganhar apenas um presente na Lareira Calorosa para outro pônei e elas correm por toda a Equestria para encontrar o presente perfeito.

## Enredo
Com Lareira Calorosa se aproximando, as Mane 6 e Spike decide realizar um "Amigo Oculto da Lareira", sabe que elas só têm um presente para um outro amigo.
Para o presente de Pinkie, Twilight encontra uma receita para mágica lendária que é perigosa se preparada incorretamente. Ela fica estressada tentando fazer o pudim e animar seus parentes, Shining Armor e Cadence. Sem o conhecimento deles, sua filha, Flurry Heart, acrescenta ingredientes extras que fazem o pudim transbordar. Pinkie viaja para o Iaquiaquistão em busca de um presente para Twilight. O príncipe Rutherford é o líder de um trio de renas voadoras mágicas, Aurora, Bori e Alice. Eles afirmam entender o presente perfeito. Rarity pede um chapéu especial como presente para Applejack, mas é misturado em uma fazenda de castanhas. Ela chega lá para recolhê-lo, mas o casal de fazendeiros acredita que é um presente para seu filho de estilista, Pistachio. Deduzir o chapéu não era para ele, ele se oferece para devolvê-lo, mas Rarity insiste em mantê-lo de modo a encorajar sua paixão. Spike troca seu destinatário com Fluttershy para que ele possa dar um presente a Rarity. Ele tenta se apresentar como uma maneira de reconhecer sua criatividade artística, mas acaba adormecendo de exaustão após várias tentativas fracassadas. Fluttershy, agora encarregado de encontrar Rainbow Dash, viaja com Applejack, que tem Spike, até Rainbow Falls para comprar seus presentes. Elas acham que Flim e Flam enganam os compradores involuntários a comprar bonecas baratas. Os dois executivos de suas tramas, mas só depois de comprar e deu dinheiro. Discórdia irrita Rainbow Dash para que ela não consiga comprar um presente sem sentido para Fluttershy. Após sua sugestão, Rainbow Dash pega uma criatura fofa chamada winterchilla, sem saber que ela se transforma em uma monstruosa winterzilla depois de escurecer.
Os amigos se encontram no castelo de Twilight para descobrir que está inundado com o pudim instável. Enquanto tentam fugir, o winterzilla bloqueia sua saída. Pinkie, percebendo que seu presente é o restante dos ingredientes do pudim, usa-os para estabilizá-lo. Fluttershy consegue acalmar e fazer amizade com o winterchilla, que Discórdia revela ter sido o seu plano o tempo todo. Todos os amigos pedem desculpas pelos presentes decepcionantes que acabaram dando um ao outro. Usando uma guitarra caseira, Spike canta uma música como seu presente para Rarity, esperando que seu presente sem brilho não arruinasse seu feriado. Rarity é, no entanto, apreciativa e o grupo percebe que o melhor presente que eles podem dar um ao outro é a amizade deles.

## Produção
Uma canção animada do especial foi mostrada no painel My Little Pony San Diego Comic-Con de 2018.
A promoção para o especial originalmente tinha um erro de camadas envolvendo o vôo da rena sobre o castelo da Twilight. O diretor supervisor Jim Miller confirmou no Twitter que isso foi corrigido.

### Canções
Como os três episódios anteriores de Lareira Calorosa, as músicas foram compostas por Daniel Ingram com letras líricas compartilhadas entre Ingram e Michael Vogel.
- One More Day (3:02)
- The True Gift of Gifting (3:00)

## Elenco
| Personagens                       | Voz original em inglês                               |
| --------------------------------- | ---------------------------------------------------- |
| Princesa "Twilight Sparkle"       | Tara Strong Rebecca Shoichet (cantando)              |
| Rainbow Dash/Applejack            | Ashleigh Ball                                        |
| Pinkie Pie/Fluttershy             | Andrea Libman Shannon Chan-Kent (cantando)/Ela mesma |
| Rarity                            | Tabitha St. Germain Kazumi Evans (cantando)          |
| Spike                             | Cathy Weseluck                                       |
| Discórdia                         | John de Lancie                                       |
| Shining Armor                     | Andrew Francis                                       |
| Princesa Cadance                  | Britt McKillip                                       |
| Flurry Heart                      | Tabitha St. Germain                                  |
| Flim                              | Sam Vincent                                          |
| Flam                              | Scott McNeil                                         |
| Wensley/Pony Vendor 1             | Sam Vincent                                          |
| Pony Vendor 2                     | Ashleigh Ball                                        |
| Príncipe Rutherford/Pony Vendor 3 | Garry Chalk                                          |
| Pony Shopper                      | Andrea Libma                                         |
| Limestone Pie/Maud Pie/Marble Pie | Ingrid Nilson                                        |
| Muffins                           | Tabitha St. Germain                                  |
| Butternut                         | Ingrid Nilson                                        |
| Oak Nut                           | Garry Chalk                                          |
| Pistachio                         | Sean Thomas                                          |
| Aurora                            | Asia Mattu                                           |
| Alice                             | Meaghan Hommy                                        |
| Bori                              | Alison Wandzura                                      |

Apple Bloom, Sweetie Belle, Scootaloo, Big McIntosh, Sugar Belle, Vovó Smith, Grand Pear, Igneous Rock Pie, Cloudy Quartz e Parcel Post durante a canção "One More Day", mas não são creditados.

## Lançamento
O especial foi exibido no dia 27 de outubro de 2018, no canal Discovery Family. O especial foi disponível na Netflix, no dia 25 de novembro de 2018 nos Estados Unidos e Canadá. No Brasil, foi disponível, no dia 1° de dezembro de 2019.
| País           | Data de exibição       | Título                                            | Canal de transmissão |
| -------------- | ---------------------- | ------------------------------------------------- | -------------------- |
| América Latina | 25 de novembro de 2018 | My Little Pony: El Mejor Regalo de Todos          | YouTube              |
| Brasil         | 27 de novembro de 2018 | My Little Pony: O Melhor Presente de Todos        | Netflix estrangeiro  |
| Brasil         | 22 de dezembro de 2018 | My Little Pony: O Melhor Presente de Todos        | Discovery Kids       |
| Polónia        | 7 de dezembro de 2018  | My Little Pony: Najlepszy Prezent Świata          | MiniMini+            |
| Rússia         | 8 de dezembro de 2018  | Дружба — это чудо: Лучший подарок на свете        | Carousel             |
| Itália         | 9 de dezembro de 2018  | My Little Pony: Alla Ricerca del Regalo Più Bello | Cartoonito           |
| França         | 24 de dezembro de 2018 | My Little Pony: Le Meilleur Cadeau du Monde       | TiJi                 |

### Home media
O especial foi lançado em DVD, no dia 26 de novembro de 2018 no Reino Unido e distribuída pela Hasbro Trinity.

## Mercadoria e outra mídia
O especial de feriado é adaptado para o período de setembro a outubro de 2018 Best Gift Ever, o livro A Perfectly Pinkie Present!, Board Book e A Present for Everypony.

### Curtas de animação
Na China, os três curtas foram exibidos em 7 de dezembro de 2018 na website streaming online Tencent Video. Nos Estados Unidos, os três curtas foram exibidos em 11 de dezembro de 2018 no aplicativo móvel Discovery Family Go! e no canal oficial da Hasbro no YouTube.
| # | Título                  | Dirigido por                      | Escrito por       | Exibição original                            |
| --- | ----------------------- | --------------------------------- | ----------------- | -------------------------------------------- |
| 1 | "Triple Pony Dare Ya"   | Denny Lu, Jim Miller & Mike Myhre | Kim Beyer-Johnson | 7 de dezembro de 2018 11 de dezembro de 2018 |
| Depois que Vovó Smith leva séculos para contar os bits de Cheerilee, Rainbow Dash se agarra e pula na fila, fazendo com que Applejack e Rainbow Dash competissem por algo. |                         |                                   |                   |                                              |
| 2 | "The Great Escape Room" | Denny Lu, Jim Miller & Mike Myhre | Kim Beyer-Johnson | 7 de dezembro de 2018 11 de dezembro de 2018 |
| Durante a Lareira Calorosa, as Mane Six estavam saindo em uma sala quando Pinkie Pie os informou que o quarto em que eles estavam era uma sala de armadilha e elas não podiam escapar até encontrar algo, enquanto um relógio passava. Após várias horas de busca, nenhum das amigas encontram o que procuravam. Quando o relógio se aproximava do seu limite de tempo, as amigas se juntaram apenas para que Gummy aparecesse de um baú presente. |                         |                                   |                   |                                              |
| 3 | "Mystery Voice"         | Denny Lu, Jim Miller & Mike Myhre | Kate Leth         | 7 de dezembro de 2018 11 de dezembro de 2018 |
| Enquanto Rarity está tentando ensinar seus alunos, uma voz no interfone da escola a interrompe. Eventualmente, ela sai da sala e descobre que Rainbow Dash e Fluttershy tiveram o mesmo problema. Juntos, elas entram na sala de intercomunicação apenas para descobrir que Applejack estava brincando com elas o tempo todo. Mais tarde, Applejack lê uma história para os alunos.                                                                |                         |                                   |                   |                                              |